# Улица Далматинцев, 101
Улица Далматинцев, 101 (англ. 101 Dalmatian Street) — британско-канадский мультсериал производства Passion Animation Studios и Atomic Cartoons по мотивам романа Доди Смит «Сто один далматинец», но действие происходит в наши дни (спустя почти 60 лет после событий мультфильма «Сто один далматинец»).

## Сюжет
Большая семья из 101 далматина живут по названному адресу в Камден-Тауне, Лондон.
Мультсериал рассказывает о жизни большой семьи далматинцев (некоторые из них являются потомками Понго и Пэдди (Периты) — персонажей оригинальной книги и мультфильма), состоящей из 99 щенков и 2 взрослых; все их имена начинаются с буквы «Д». Они живут в доме 101 по улице Далматинцев без присмотра людей, так как их владелица, эксцентричная миллиардерша Доди Смит, уехала жить на собственный остров.